# Версис, Сотириос
Соти́риос Верси́с (греч. Σωτήριος Βερσής; 1876, Афины — 1919) — греческий легкоатлет и тяжелоатлет, двукратный бронзовый призёр летних Олимпийских игр 1896.
6 апреля на играх Версис участвовал в соревнованиях по метанию диска. Он уступил только американцу Роберту Гарретту и своему соотечественнику Панагиотису Параскевопулосу. Его лучшим результатом было расстояние в 27,78 м.
На следующий день, 7 апреля, Версис участвовал в обеих тяжелоатлетических дисциплинах — толчок двумя и одной руками. Лучшим е результатом стало первое соревнование. Его лучшим результатом был вес в 90 кг. Хотя ещё два спортсмена подняли такой же вес, МОК определил, что бронзовая медаль достаётся Версису. В толчке одной рукой он, подняв 40 кг, занял четвёртое место, так как обладатель бронзовой медали, его соотечественник Александрос Николопулос, хотя и показал такой же результат, затем смог поднять 57 кг.